# Zhang Nan
Zhang Nan (n. 1 martie 1990, Beijing, Republica Populară Chineză) este un jucător de badminton chinez, medaliat olimpic. A participat la 2 ediții ale Jocurilor Olimpice (2012, 2016) în care a câștigat două medalii de aur și o medalie de bronz.